# Wasserturm Großmaischeid

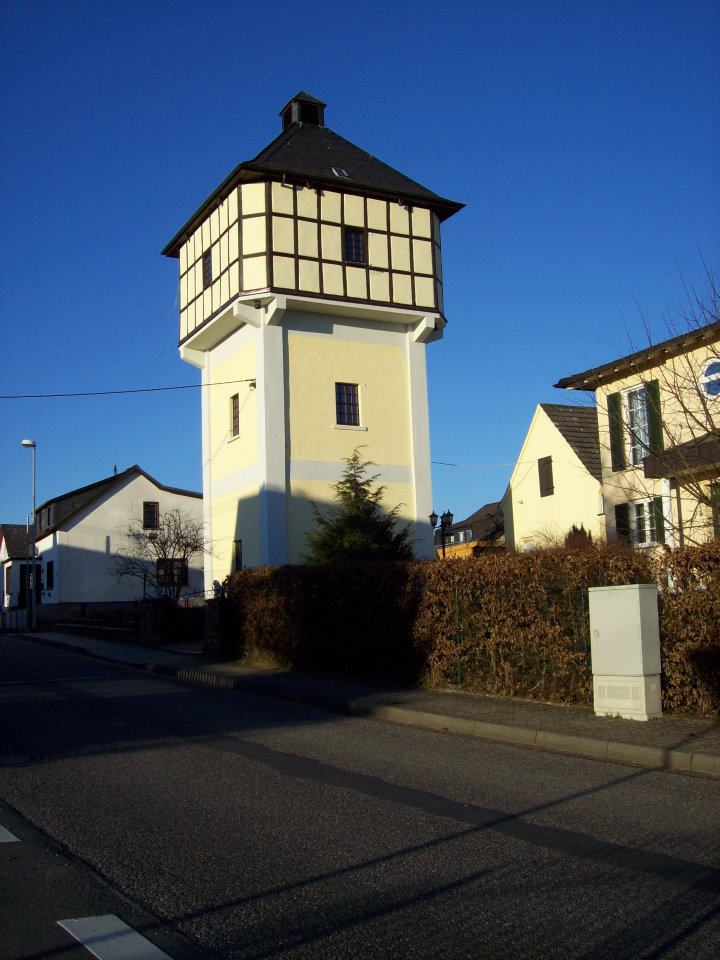
Wasserturm Großmaischeid

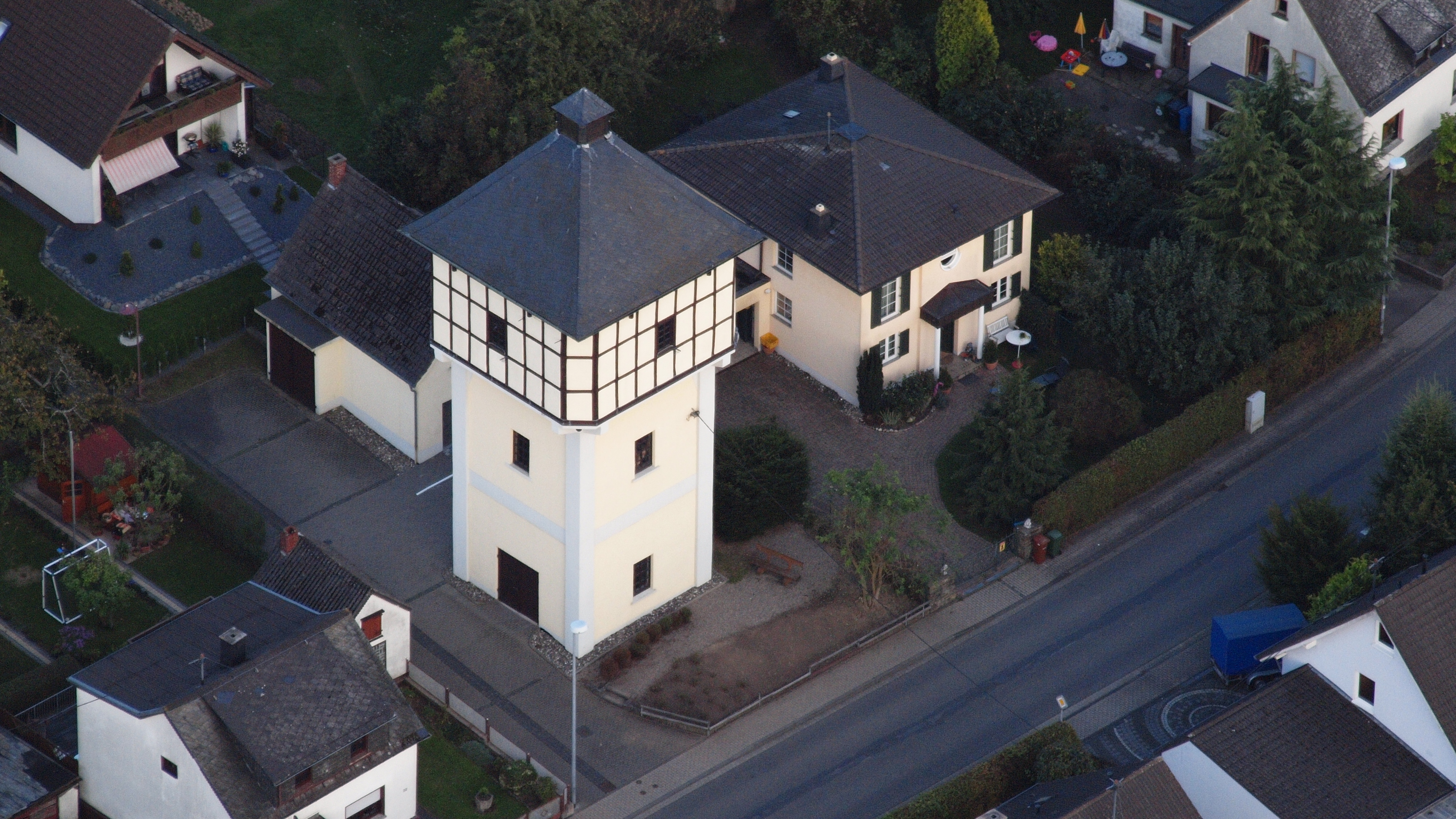
Luftaufnahme (2014)

Der Wasserturm Großmaischeid ist das Wahrzeichen und neben der katholischen Pfarrkirche St. Bonifatius eine der historischen Sehenswürdigkeiten in der Westerwälder Ortsgemeinde Großmaischeid im Landkreis Neuwied in Rheinland-Pfalz.

## Lage und Beschreibung
Der Wasserturm steht erhöht am südlichen Ortsrand an der Kausener Straße (der in den Ortsteil Kausen führenden Kreisstraße 117). Aufgrund seiner exponierten Lage überragt er die anderen Gebäude des Ortes, prägt die Silhouette und bildet eine Landmarke.
Die unteren beiden Etagen des Turmes mit seinem quadratischen Grundriss wurden in Mauerbauweise errichtet. Die verputzten und mit jeweils einem Fenster je Seite und Etage versehenen Wände sind beige gestrichen, während die Eckpilaster weiß gehalten sind. Das dritte Stockwerk, in dem sich früher der Hochbehälter befand, ragt leicht über den Turmschaft hervor. Es besitzt ebenfalls einen annähernd quadratischen Grundriss, wobei jedoch die Ecken abgeschrägt sind und ist in Fachwerkbauweise erstellt. Das Pyramidendach ist verschiefert und besitzt eine Dachlaterne.

## Historie und heutige Nutzung
Der Turm wurde 1922/23 errichtet und diente von etwa 1924 bis 1968 seiner ursprünglichen Bestimmung. In den letzten Jahren wurde er entkernt und saniert. Das mittlerweile unter Denkmalschutz stehende Gebäude wird heute für kulturelle Veranstaltungen genutzt.